# VirtualDubMod
VirtualDubMod un es derivado del programa VirtualDub creado por Avery Lee que, además del formato AVI, también soporta archivos OGG (Theora), MPEG-2 y MKV (Matroska), dependiendo de si se tienen los códecs de vídeo instalados. Este programa es popular por la compresión a Xvid de películas, series y anime. También puede exportar vídeos a los mismos formatos.

## Características
- Flexibilidad de uso al comprimir con cualquier códec.
- Funcionalidad para usar audio en WAV, AC3 y MP3.
- Exporta archivos a los contenedores AVI, OGM y MKV.
- Utilización de diversos filtros usados para, por ejemplo, cambiar la resolución del vídeo, poner subtítulos, logos, márgenes, etc.
- Permite usar AviSynth para visualizar vídeos no soportados (como los MP4).